# Wilfried Delbroek
Wilfried Delbroek (Maaseik, 25 augustus 1972) is een Belgisch voormalig voetballer die als verdediger onder andere uitkwam voor KRC Genk, waarmee hij twee keer de landstitel won en twee keer de Beker van België. In 2006 beëindigde hij zijn carrière in het nationale voetbal. Hij stopte echter niet met competitievoetbal, maar ging spelen bij de Genkse ploeg Cobox '76 in de provinciale afdelingen.

## Carrière
- Voor 1992:  SSD Opoeteren
- 1992-1995:  KVV Overpelt Fabriek
- 1995-2003:  KRC Genk   144 (4)
- 2003-2004:  Heusden-Zolder 0 (0)
- 2004-2006:  KSK Tongeren
- Na 2006:  Cobox 76

## Erelijst
- 1998: winnaar van de Beker van België met RC Genk
- 1999: landskampioen met RC Genk
- 2000: winnaar van de Beker van België met RC Genk
- 2002: landskampioen met RC Genk